# Santa María Atarasquillo
Santa María Atarasquillo es una localidad situada en el municipio de Lerma, en el Estado de México. Tiene 15.486 habitantes. Santa María Atarasquillo está a 2358 metros de altitud.

## Etimología
El nombre del pueblo de Atarasquillo es una descomposición de Talacho o Talasco. En el Códice Mendoza aparece como Tlallachco que quiere decir en náhuatl, "tierra arable en forma de una cancha de pelota", su glifo es una cancha de pelota en forma de L mayúscula con un fondo color morado y puntos negros, está enmarcado en amarillo.
Según Cirilo A. Robelo, Atarasquillo es corrupción de Talasco, como se lee en títulos antiguos, que quiere decir "tierra barrosa o barreal". Talasco no es palabra mexicana, de suerte que a su vez ha de ser corrupción de otra.
Al iniciarse el período colonial, para referirse a Atarasquillo lo hicieron como Tarasquillo lo cual quiere decir que desde ese preciso momento el nombre prehispánico de Talacho fue desvirtuado y cambió a Atarasquillo, como se conoce actualmente. En documentos del siglo XVI, Atarasquillo aparece referido indistintamente como Talasco, Tarasquillo o Tarasquillo. Hasta el momento, el primer documento conocido emitido por los españoles que se ha encontrado en el archivo general de la nación de México es una merced de tierra que está fechada en el mes de mayo de 1542, donde el Virrey Don Antonio de Mendoza le otorgó una Merced de "Un sitio para Venta en términos del pueblo de Atarasquillo, Michoacán y a las minas de Amate peque junto a una Ciénega grande que esta a seis leguas de esta ciudad y dos leguas de la venta de Doña Marina".

## Población
La población total de Santa María Atarasquillo es de 15.486 personas, de las cuales 7.620 son varones y 7.866, mujeres.
Los ciudadanos se dividen en 4.597 menores de edad y 7.929 adultos, de los cuales 1.796 tienen más de 60 años.
121 personas en Santa María Atarasquillo viven en hogares indígenas. De entre los habitantes de más de 5 años de edad, 42 personas hablan un idioma indígena.
De las 15.486 personas que viven en esta localidad, 6.890 tienen derecho a atención médica por medio de un Seguro Social.
En Santa María Atarasquillo hay un total de 2.703 hogares. De éstos 2.681 son viviendas, 76 tienen piso de tierra y unos 101 consisten en una sola habitación. 2.604 de todas las viviendas tienen instalaciones sanitarias, 2.620 están conectadas al servicio público, 2.625 tienen acceso a la luz eléctrica.
La estructura económica permite a 515 viviendas tener una computadora, a 1.730 tener una lavadora y 2.589 tienen un televisor.

## Educación
Aparte de que hay 446 analfabetos de 15 o más años, 61 de los jóvenes entre 6 y 14 años no asisten a la escuela. De la población a partir de los 15 años, 469 no tienen ninguna escolaridad, 2.412 tienen una escolaridad incompleta. 2.499 tienen una escolaridad básica y 2.841 cuentan con una educación post-básica.
Un total de 848 personas de la generación de jóvenes entre 15 y 24 años de edad han asistido a la escuela, la media de escolarización es de 9 años.

## Historia
Santa María Atarasquillo tiene orígenes precolombinos. Según datos sacados del Códice Mendoza, se puede intuir que gran parte de los pequeños pueblos asentados en las riberas de la laguna de Lerma pertenecían a Metepec.
Además, en algunos documentos coloniales, al hablar de Santa María Atarasquillo, se dice "Jurisdicción de Metepec".
Metepec fue sometido por Axayacatzin, sexto tlatoani o rey de los aztecas, quien gobernó de 1469 a 1482 y que conquistó un total de 37 ciudades. En 1613, el pueblo de Atarasquillo pasó a formar parte de la Ciudad de Lerma, de reciente fundación. La ciénega de Lerma, hoy desaparecida del todo, abarcaba en el siglo XVI una gran extensión, posiblemente desde Tenango hasta Xonacatlán, y desde cerca de Toluca hasta el pie de las Cruces.
En el Códice Mendoza, se relacionan los tributos que pagaban los otomíes de Tlallachco y trece pueblos más, incluido Ameyalco, que consistían en dos grandes arcones de madera que contenían maíz, fríjol, salvia y habas; 1.200 cargas de leña destinadas probablemente a la calefacción y a la cocina; 1.200 vigas grandes y 800 tablones de madera grandes; también tenían que tributar tres uniformes de guerra y tres rodelas ricamente adornadas con plumas preciosas de varios colores, 800 cargas de mantas blancas de algodón. Con la toma de la ciudad de Tenochtitlán por los españoles, muchos grupos de otomíes se aliaron incondicionalmente con estos, para liberarse de la dominación azteca, ya que la carga tributaria que les habían impuesto los mexicas era muy alta.
La economía de los antiguos habitantes de Atarasquillo se basaba en la agricultura, se cultivaba maíz, fríjol, chile, calabaza, y con la llegada de los españoles aprendieron a cultivar el trigo y la cebada. La pesca también fue una actividad muy común, ya que se dedicaban a pescar en la laguna, además de cazar patos, venados, conejos y demás animales que habitaban en las riberas del gran lago o en los cerros. Producían pulque y lo iban a vender a los sitios más concurridos de la región, inclusive a la Ciudad de México.
Con la llegada de los españoles se inauguró una nueva etapa durante la cual la organización social se renueva radicalmente. Desde este momento se inicia también la conversión espiritual de los indios. Todos los grupos indígenas son obligados a reunirse alrededor de una misión religiosa o de una iglesia, dando así origen a los actuales pueblos. La evangelización en la zona comenzó en 1529.
En la época prehispánica, el sitio de Lerma y demás pueblos circunvecinos estuvo habitado por otomíes o matlalzincas, que pertenecían a una misma familia lingüística: según se nos dice en Los Municipios del Estado de México, la única zona arqueológica que se halla en el municipio de Lerma es la de Ameyalco. En esta obra se nos dice que Lerma estuvo habitado por otomíes del sur, mientras que en la monografía de Lerma se nos dice que en un principio fue habitado por los matlalzincas. El origen del nombre "otomí" ha ocasionado discrepancia: Sahagún considera que el nombre deriva de otón, palabra relacionada con el apelativo de su caudillo: "Y así sus hijos y descendientes y vasallos que tenía a cargo todos se les llamó otomíes; Y cada uno en particular se decía otómitl". El cronista Durán comenta que en la época de auge del Imperio Mexica un grupo de soldados, caballeros muy importantes, se los denominaba Otomí o Cuauchic, y se caracterizaban por su valor en el combate.
Según Soustelle, en el siglo VIII a. C. los otomíes dominaban las regiones del oeste asentándose en el valle de Tula donde empezaron a construir sus poblados; se dice que los otomíes tenían relaciones estrechas con los olmecas de Nonoalco así como con los penome Chocho-Popoloca del Altiplano Central. La expansión de Aztcapotzalco y Tenochtitlán en el siglo XIV les hizo perder su lugar relevante y fueron sometidos hasta el siglo XVI, época en la que llegaron los descubridores.
Los otomíes tenían el control de las tierras de Tula desde mucho antes que llegaran los toltecas. Después de la fundación de Tula por los toltecas, los otomíes fueron dominados y recibieron influencia de este grupo; también recibieron influencia cultural de lo chichimecas. El reino más importante de los otomíes del postclásico era el de Xaltocan.
Los tepanecas de Aztcapotzalco destruyeron el reino otomí de Xaltocan, dispersando a sus moradores. A partir de ese momento, esos grupos otomíes fueron obligados a pagar tributo. La autonomía de lo otomíes se pierde totalmente a raíz de la dominación azteca. Algunos grupos de otomíes no fueron obligados a pagar tributo pero sí a servir militarmente a la triple alianza: Tenochtitlán, Tlacopan y Texcoco.
Según el cronista Fray Bernardino de Sahagún, los otomíes usaban maxtles con que se cubrían sus partes secretas, calzaban cotaras y las mujeres utilizaban naguas y huipiles; los gobernaba un calpixque u otontlamacazque, quien se encargaba de vigilar a todo el pueblo y aplicaba la pena necesaria a los que infringían la ley.
En cuestiones religiosas, los otomíes adoraban al dios Yocippa y a la persona o sacerdote que guiaba la adoración lo llamaban tecutlato; había también adivinos llamados tlaciuhque, que quiere decir allegados y semejantes a su dios y tenían la dicha de hablar con los dioses. Sahagún nos dice que "los otomíes, de su condición eran torpes, toscos e inhábiles. Las creencias religiosas de los otomíes eran variadas y muy ricas: el cronista Mendieta señala que los otomíes pensaban que al acabar la vida del cuerpo acaba también con el ánima: "...tenían que dejar el cuerpo iban las ánimas a otra parte: Y señalaban distintos lugares según las diferencias de los muertos y de la manera en que morían. Los de Tlaxcala tenían que las almas de los señores y principales se volvían nublas y nubes y pájaros de pluma rica y de diversas manera y en piedras preciosas de rico valor y que las animas de la gente común se volvía en comadrejas y en escarabajos erizos animales rateros."
El arqueólogo Carrasco, citando los códices Tellerianos- Remensis y Vaticano Ríos, señala la costumbre funeraria de los otomíes de incinerar a sus muertos, algo que más tarde adoptaron los aztecas. Otro arqueólogo apellidado De la Serna nos menciona que en el siglo XVII al Este del Valle de Toluca "se averiguó haber amortajado a algunos con ropas nuevas y ponerles entre las mortajas y debajo de los brazos comida y tortillas y jarros con agua y los instrumentos de trabajar. A las mujeres, los de tejer y a los hombres, hachas u otras cosas conforme al oficio que tuvieran". Así transcurría la vida común de los otomíes, hasta que fueron sometidos por los nahuas de la ciudad de Tenochtitlán, Texcoco y Tlacopan, y fueron obligados a pagar una fuerte cantidad de tributo a sus señores.
En el archivo general de la Nación se ha encontrado mencionada Santa María Atarasquillo. Lo mismo sucede con Xochicuautla, referida en la merced de 21 de octubre de 1571. Los tributos que se daban a Hernán Cortés eran recolectados en todos los pueblos contribuyentes a la villa de Toluca.
Atarasquillo era administrado políticamente desde Toluca. En 1613 queda oficialmente erigida la ciudad de Lerma. No obstante, prosperó poco. En 1868 se erige como Municipio.

## Festividades

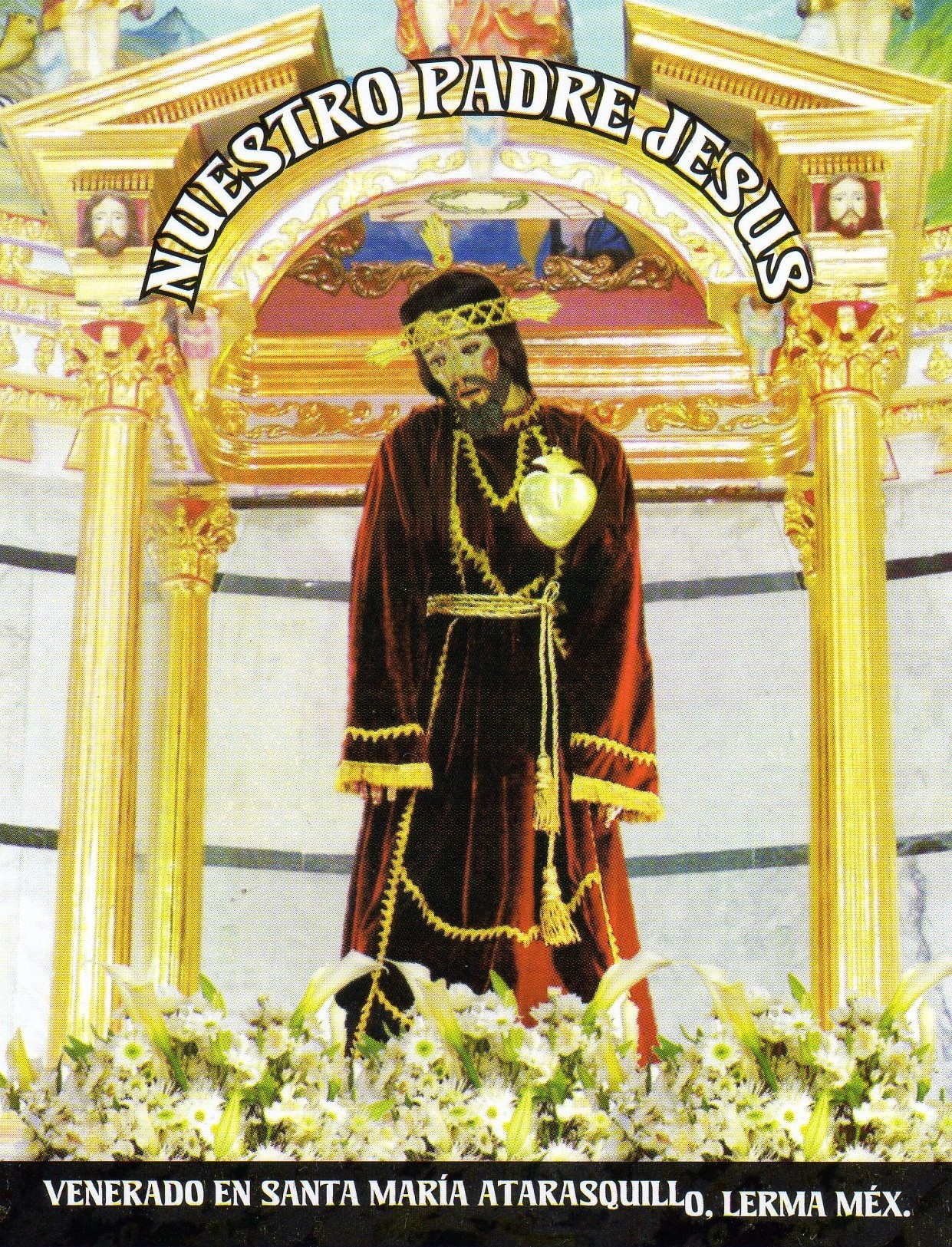
"Nuestro Padre Jesús" de Santa María Atarasquillo

El día 1 de enero se festeja a Nuestro Padre Jesús del Calvario, plasmado en una bella escultura. Anterior al día 1, ya se viene celebrando el novenario; con diversas actividades en las que se llevan a cabo son las "veladas", dicha tradición consiste en que los vecinos por calles o colonias se organizan para ir por la imagen hasta la iglesia y llevarlo a un lugar donde los vecinos velarán a dicha imagen rezando el rosario o misas durante la noche donde reparten tamales, pan, atole, café o antojitos a los asistentes. 
El día 24 de diciembre se realiza la tradicional caminata de trabajadores saliendo desde el puente de San Mateo Atenco hasta la iglesia al llegar se realiza una misa. Por otra parte, dentro del atrio de la iglesia se hacen diversas actividades dentro de las cuales están las danzas de arrieros, chínelos y azteca por la noche fuegos artificiales castillos y el tradicional baile de feria.

### Peregrinación al Santuario De Chalma

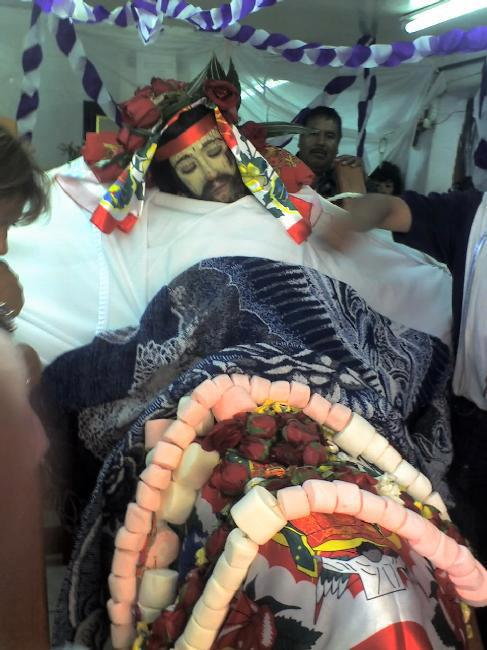
Señor de Chalma de Santa María Atarasquillo camino al santuario de Chalma

Esta es una tradición que tiene su origen en el poblado vecino de Santiago Analco que al paso de los años migra hacia San Mateo y posteriormente a Santa María Atarasquillo. Comienza el primer viernes de Cuaresma, cuando el Cristo es sacado en procesión por toda la comunidad, culminando aproximadamente a la 11:00 p. m. El martes siguiente la peregrinación sale de Sta. María Atarasquillo aproximadamente a las 6 de la mañana y pasa por las comunidades de Ameyalco, Ocoyoacac, Capulhuac y Santiago Tianguistenco. Pasan la noche en la comunidad de La Esperanza, al día siguiente comienzan su recorrido para llegar aproximadamente a las 12:00 al Ahuehuete donde el Cristo descansa unos momentos para después continuar su camino hacia Chalmita donde se oficia una misa por los habitantes de la comunidad. Al terminar la misa, siguen el camino hacia el santuario al que llegan aproximadamente a las 4 de la tarde y ahí descansa el Cristo por 5 días hasta el lunes siguiente que retorna su camino hacia su comunidad llegando el siguiente domingo en que es recibido por las mayordomías de la comunidad y con tapetes de serrín. Por la noche, se hace un baile popular en la explanada principal. 

### Semana Santa
La representación de la Pasión de Cristo es considerada como la tradición eclesiástica de mayor arraigo en la comunidad cristiana de todo el mundo. Según los antecesores de esta comunidad, desde 1920 comenzó la tradición y se consolidó a fines de 1940 cuando se erigió la parroquia de Atarasquillo.
Al paso del tiempo, la tradición se ha convertido en una pasión por mejorar la representación. Las puestas en escena se han revolucionado hasta alcanzar un alto nivel de aceptación por propios y extraños.

### Virgen de la Asunción

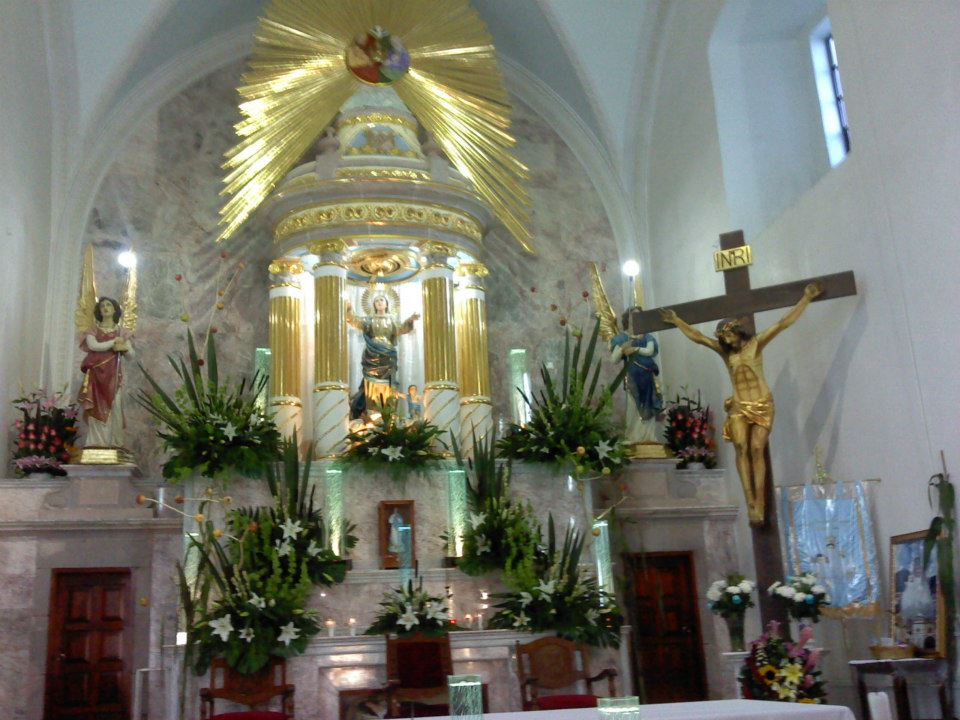
Altar de la iglesia de la Asunción

Esta festividad es celebrada el día 15 de agosto en honor a la eucaristía de la solemnidad a la asunción de María: La Virgen de la Asunción, patrona de la comunidad. En esta fiesta se viven distintos eventos entre los que se encuentra la danza tradicional, que es la danza de los arrieros y chínelos. Por la noche se queman los tradicionales castillos y se hace un baile popular.

### Señor de Chalma

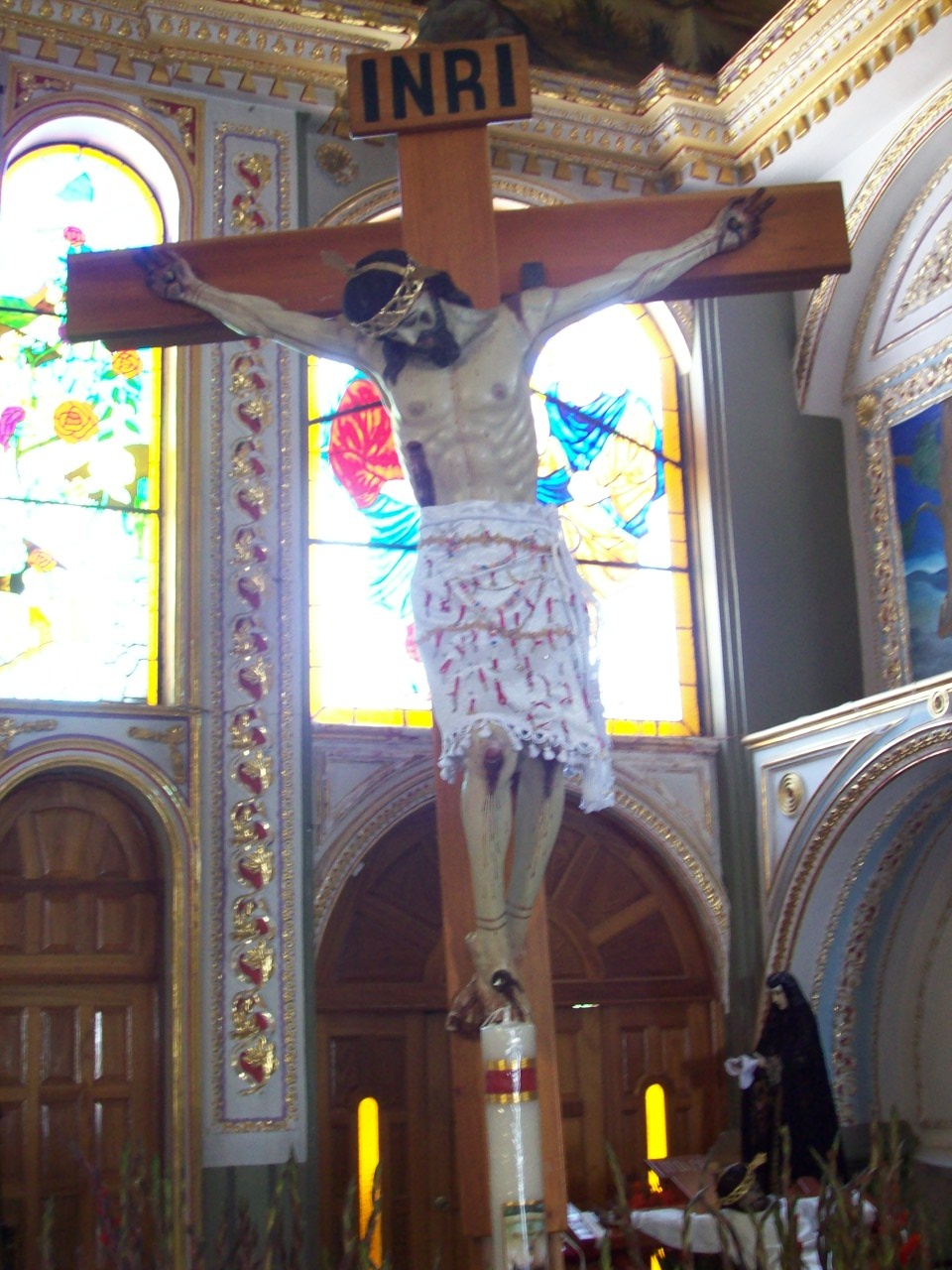
Señor de Chalma que se encuentra en Sta. María Atarasquillo

Esta festividad es en honor al Cristo de Chalma, comienza el día 27 de agosto con la colocación de portadas y arreglos florales. Por la tarde llegan las imágenes de las comunidades invitadas. El día 28 de agosto se realizan danzas, arrieros y concheros. Se hace el tradicional robo y un baile en la explanada principal.